# 1242
Năm 1242 là một năm trong lịch Julius.

## Sự kiện
- Thiên hoàng Go-Saga lên ngôi vua của Nhật Bản.
- Batu Khan thiết lập Kim Trướng Hãn quốc tại Sarai.